# Čojskij rajon
Il Čojskij rajon (in russo Чойский район?) è un municipal'nyj rajon della Repubblica autonoma dell'Altaj, nella Russia asiatica. Istituito nel 1980, occupa una superficie di 4.526 chilometri quadrati, ha come capoluogo Čoja e nel 2010 ospitava una popolazione di circa 8.500 abitanti.